# Stationsstraat 3 (Emmen)
Het gebouw aan de Stationsstraat 3 in Emmen, oorspronkelijk een rijkslandbouwwinterschool, is een rijksmonument met de bijnaam "Parel van de Boslaan."

## Bouw en architectuur
Het gebouw, ontworpen in 1917, is opgetrokken in baksteen en bestaat uit twee bouwlagen onder een schilddak bedekt met bouletpannen. Het heeft kruisvensters met een zesruits roedenverdeling, die op beide verdiepingen zijn doorgetrokken en worden omlijst door decoratief metselwerk. De voorgevel is voorzien van een middenrisaliet, een onderdeel dat licht uitsteekt en bekroond wordt met een steekkap met een dakkapel. De entree bevindt zich in een rondgebogen portiek met glas-in-loodramen. Boven de ingang bevindt zich een gevelsteen met de tekst "R.L.W. school" en het bouwjaar van het pand. Binnen in het gebouw zijn de oorspronkelijke indeling, de hal, het trappenhuis en enkele andere elementen behouden gebleven, hoewel de lokalen gemoderniseerd zijn.

## Functie en transformaties
De school werd opgericht als een Rijks Landbouw Winterschool, bedoeld om jongeren op te leiden in de landbouwsector. Gedurende de Tweede Wereldoorlog werd het gebouw tijdelijk ontruimd en de lessen werden elders voortgezet. Na de oorlog, in november 1945, keerde de school terug naar het gerestaureerde gebouw. In 1957 onderging de school een transformatie en werd omgevormd tot een Rijks Middelbare Landbouwschool (RMLS). Deze naamswijziging veranderde niets aan de onderwijstaak, maar weerspiegelde de ontwikkeling en modernisering van het landbouwonderwijs in die tijd.
In 1980 werd het pand verlaten door de school vanwege ruimtegebrek en verhuisde de instelling naar nieuwbouw in Noordbarge. Het gebouw kreeg daarna verschillende gebruikers, waaronder het Drenthe College. In 2004 werd het pand door de gemeente verkocht aan Jan Kroesen, die het vervolgens verhuurde aan reïntegratiebureau Entree. Nadat Entree in 2012 failliet werd verklaard, kwam het gebouw leeg te staan.
Na jaren van leegstand en wisselende functies, werd het pand tijdelijk gebruikt als bed & breakfast onder de naam Pension Matruschka. Deze bood accommodatie aan gasten en werd ook gebruikt voor vergaderingen en trainingen. Na verloop van tijd werd het gebouw gekocht door Sincerus, een letselschadebureau dat een deel van het pand gebruikt voor hun kantoren en de rest verhuurt als kantoorruimte aan andere bedrijven.

## Monumentale status
Het gebouw werd op 25 augustus 1998 ingeschreven als rijksmonument. Deze status is toegekend vanwege de cultuurhistorische, architectonische en stedenbouwkundige waarde van het gebouw. Het is niet alleen een representatief voorbeeld van scholenbouw uit het begin van de 20e eeuw, maar het heeft ook een beeldbepalende ligging in Emmen.